# دهستان صحت‌آباد
دهستان صحت‌آباد یکی از دهستان‌های شهرستان اشتهارد در استان البرز ایران است که در بخش مرکزی شهرستان اشتهارد قرار دارد.

## جمعیت
براساس سرشماری مرکز آمار ایران در سال ۱۳۹۵، جمعیت دهستان صحت‌آباد ۳۴۰۳ نفر (در ۱۰۳۵ خانوار) بوده‌است.